# Avanne-Aveney
Avanne-Aveney è un comune francese di 2 414 abitanti situato nel dipartimento del Doubs nella regione della Borgogna-Franca Contea.

## Società

### Evoluzione demografica
Abitanti censiti